# Heteropora pacifica
Heteropora pacifica is een mosdiertjessoort uit de familie van de Heteroporidae. De wetenschappelijke naam van de soort is voor het eerst geldig gepubliceerd in 1933 door Borg.